# Johnny Cronshey
John Dennis „Johnny“ Cronshey (* 14. Juli 1926 in Brentford; † 15. Januar 2004 in Axminster) war ein britischer Eisschnellläufer.

## Werdegang
Cronshey startete international erstmals in der Saison 1946/47. Dabei belegte er bei der Mehrkampf-Weltmeisterschaft 1947 in Oslo den neunten Platz im Großen Vierkampf und bei der Mehrkampfeuropameisterschaft 1947 in Stockholm den 16. Rang im Kleinen Vierkampf. Im folgenden Jahr lief er bei den Olympischen Winterspielen in St. Moritz auf den 25. Platz über 500 m und auf den 11. Rang über 5000 m. In der Saison 1948/49 wurde er bei der Mehrkampf-Weltmeisterschaft 1949 in Oslo Siebter und bei der Mehrkampfeuropameisterschaft 1949 in Davos Sechster im Großen Vierkampf. Seinen größten Erfolg hatte er dort bei der Mehrkampf-Weltmeisterschaft 1951, wo er die Silbermedaille im Großen Vierkampf gewann. In den folgenden Jahren kam er bei der Mehrkampfeuropameisterschaft 1954 in Davos auf den zehnten Platz und bei der Mehrkampf-Weltmeisterschaft 1955 in Moskau auf den siebten Rang im Großen Vierkampf. Bei den Olympischen Winterspielen 1956 in Cortina d’Ampezzo belegte er den 21. Platz über 500 m, den 19. Rang über 1500 m, den 15. Platz über 5000 m und den 11. Platz über 10.000 m. Letztmals international startete er bei der Mehrkampf-Weltmeisterschaft 1960 in Davos, wo er mit dem 34. Platz nach drei von vier Läufen ausschied.

## Erfolge

### Olympische Spiele
- 1948 St. Moritz: 11. Platz 5000 m, 25. Platz 500 m
- 1956 Cortina d’Ampezzo: 11. Platz 10.000 m, 15. Platz 5000 m, 19. Platz 1500 m, 21. Platz 500 m

### Mehrkampf-Weltmeisterschaften
- 1947 Oslo: 9. Platz Großer Vierkampf
- 1949 Oslo: 7. Platz Großer Vierkampf
- 1951 Davos: 2. Platz Großer Vierkampf
- 1955 Moskau: 7. Platz Großer Vierkampf

### Mehrkampf-Europameisterschaften
- 1947 Stockholm: 16. Platz Kleiner Vierkampf
- 1949 Davos: 6. Platz Großer Vierkampf
- 1954 Davos: 10. Platz Großer Vierkampf

## Persönliche Bestleistungen
| Disziplin | Zeit        | Datum           | Ort         |
| --------- | ----------- | --------------- | ----------- |
| 500 m     | 42,9 s      | 28. Januar 1956 | Misurinasee |
| 1000 m    | 1:32,4 min  | 2. Februar 1954 | Davos       |
| 1500 m    | 2:15,0 min  | 30. Januar 1956 | Misurinasee |
| 3000 m    | 4:56,3 min  | 17. März 1958   | Narvik      |
| 5000 m    | 8:10,1 min  | 29. Januar 1956 | Misurinasee |
| 10.000 m  | 17:05,6 min | 31. Januar 1956 | Misurinasee |